# Município de Orange (condado de Ashland, Ohio)
O município de Orange (em inglês: Orange Township) é um município localizado no condado de Ashland no estado estadounidense de Ohio. No ano de 2010 tinha uma população de 2.523 habitantes e uma densidade populacional de 25,63 pessoas por km².

## Geografia
O município de Orange encontra-se localizado nas coordenadas 40° 56′ 21″ N, 82° 17′ 12″ O. Segundo a Departamento do Censo dos Estados Unidos, o município tem uma superfície total de 98.45 km², da qual 97,9 km² correspondem a terra firme e (0,55 %) 0,54 km² é água.

## Demografia
Segundo o censo de 2010, tinha 2.523 habitantes residindo no município de Orange. A densidade populacional era de 25,63 hab./km². Dos 2.523 habitantes, o município de Orange estava composto pelo 98,61 % brancos, o 0,2 % eram afroamericanos, o 0,08 % eram amerindios, o 0,2 % eram asiáticos, o 0,12 % eram de outras raças e o 0,79 % eram de uma mistura de raças. Do total da população o 0,67 % eram hispanos ou latinos de qualquer raça.